# Плетерје (Кршко)
Плетерје (словен. Pleterje) је насељено место у општини Кршко, Доњепосавска регија, Словенија.

## Историја
До територијалне реорганизације у Словенији било је у саставу старе општине Кршко.

## Становништво
У попису становништва из 2011. године, Плетерје је имало 174 становника.
| Број становника према пописима | Број становника према пописима | Број становника према пописима |
| ------------------------------ | ------------------------------ | ------------------------------ |
| 1991                           | 2002                           | 2011                           |
| 136                            | 156                            | 174                            |

Напомена: Године 2014. извршена је мања размена територија између насеља Плетерје и Здоле.